# 河东薛氏
河东薛氏，是中国中古时代一个以河东郡为郡望的士族，属于关中郡姓之一，常与河东裴氏、河东柳氏并称“河东三著姓”。

## 郡望
薛齊，字夷甫。曾祖父薛衍，東漢末年期間任職東海相。薛齊祖父薛蘭於195年（東漢興平二年）戰死後，薛齊父薛永（字茂長）便跟隨劉備，薛永並隨劉備攻打劉璋。蜀漢後主即位之後過了一段時間薛永才升任蜀郡太守，薛永死後薛齊繼任其父之位。263年（蜀漢景耀六年、曹魏景元四年），司馬昭派鄧艾與鍾會等平蜀後，薛齊與家族5,000戶一同降魏，並被封為光祿大夫，之後薛家又回遷河東，世稱「蜀薛」。

## 房支
- 北祖，西晋北地郡太守、鄢陵侯薛懿长子河东郡太守薛恢，号北祖[4][5]
- 南祖，西晋北地郡太守、鄢陵侯薛懿之子薛雕，号南祖[4][5]
- 西祖，西晋北地郡太守、鄢陵侯薛懿之子薛兴，号西祖[4][5]

### 西祖房支
- 西祖大房，北魏内都坐大官、涪陵元公薛谨长子薛初古拔的后裔，该房后绝嗣[5]
- 西祖第二房，北魏内都坐大官、涪陵元公薛谨次子薛洪隆的后裔[5]
- 西祖第三房，北魏内都坐大官、涪陵元公薛谨三子薛破胡的后裔[5]
- 西祖第四房，北魏内都坐大官、涪陵元公薛谨四子薛破氐的后裔[5]
- 西祖第五房，北魏内都坐大官、涪陵元公薛谨五子薛积善的后裔[5]

## 北魏太和年间分定姓族
太和二十年（496年）正月，北魏大臣们商议河东薛氏为河东郡繁盛的家族，魏孝文帝说：“薛氏是蜀人，怎么可以进入郡姓！”薛宗起此时手执戟站在殿下，从群臣中站出来回答说：“臣的先祖于汉末在蜀汉做官，两世人以后重新回到河东，到今天已经是传承了六世，不是蜀人。臣认为陛下是黄帝的后裔，受封在北土，怎么可以称之为胡人呢！今天不参与郡姓，我还活着干什么！”薛宗起将手执的戟扔在地上摔成碎片。魏孝文帝缓缓的说：“那么朕甲姓，爱卿乙姓吗？”河东薛氏才因此进入郡姓，魏孝文帝还说：“爱卿不是‘宗起’，是‘起宗’啊！”《北史·薛聪传》记载薛聪和魏孝文帝有类似的对话，司马光考证后遵从了元行冲《后魏国典》的记载。